# بشملة غامضة
بشملة غامضة (الاسم العلمي:Eriobotrya dubia) هي نوع غير مؤكد من النباتات تتبع جنس البشملة من الفصيلة الوردية. تم وصف هذا النوع من النبات علمياً لأول مرة من قبل جون لندلي وجوزيف دوكين سنة 1874.